# Allomyrina
Genre
Allomyrina est un genre de scarabées-rhinocéros remarquables par leur grandeur de 6 à 7 cm de longueur pour les mâles en moyenne.

## Description
Ce genre de grand scarabée possède un corps ovale variant selon les espèces du brun au noir. Le mâle porte un corne thoracique sur le pronotum et une longue corne céphalique au bout relevé, au milieu de sa tête située en avant du torse. Les yeux composés se trouvent de chaque côté de la tête qui bien que grande par rapport à d'autres coléoptères paraît petite en comparaison du corps. Les antennes possèdent dix articles. Le thorax chitineux, ou pronotum, est presque aussi large que les élytres recouvrant l'abdomen et la paire d'ailes repliées lorsque l'insecte (qui vole rarement) n'est pas en vol. Les pattes sont relativement petites, mais vigoureuses, et permettent à l'insecte de bien s'agripper aux végétaux grâce à des griffes effilées.
Les mâles se servent de leur cornes pendant la période d'accouplement, afin d'éliminer leurs rivaux, tandis que la femelle assiste passivement au combat. 

## Espèces
- Allomyrina davidis
- Allomyrina dichotoma
- Allomyrina inchachina
- Allomyrina pfeifferi
- Allomyrina takarai
- Allomyrina tsunobosonis

## Distribution
Ce genre se rencontre en Chine orientale, en Corée, au Japon, en Indochine, dans la péninsule Malaise, à Bornéo et aux Philippines.